# 焦亚硫酸
焦亚硫酸，严格地说是偏二亚硫酸，是一种硫的含氧酸，化学式为H2S2O5。焦亚硫酸和硫代硫酸一样，不能以游离态存在。与焦硫酸不同的是其中两个硫原子直接相连。